# Republik Pskow

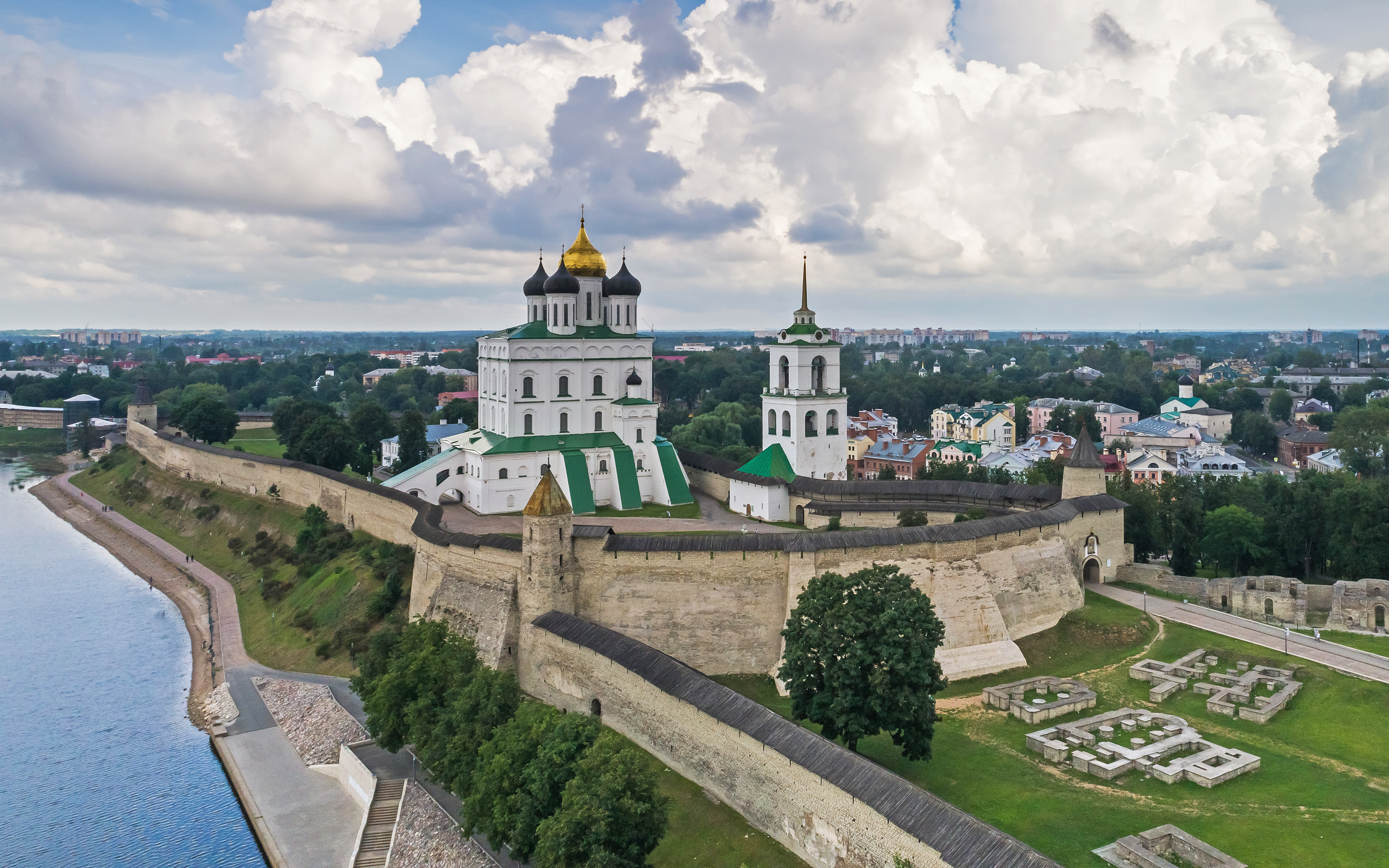
Dreifaltigkeitskathedrale im Pskower Kreml (Krom)

Die Republik Pskow (russisch Псковская Республика, Pskowskaja Respublika), historisch auch Pleskow, war ein mittelalterlicher russischer Staat, der von der zweiten Hälfte des 13. Jahrhunderts bis zum frühen 16. Jahrhundert existierte.

## Ursprung
Nach dem Zerfall der Kiewer Rus im 12. Jahrhundert wurden die Stadt Pskow und die umliegenden Gebiete am Fluss Welikaja, dem Peipussee und der Narva Teil der Republik Nowgorod. Pskow behielt Autonomierechte, die den unabhängigen Ausbau der Städte im Pskower Umland beinhalteten (darunter Isborsk, eine der ältesten Städte). Wegen der führenden Rolle Pskows im Kampf gegen den Deutschordensstaat stieg sein Einfluss bedeutend. Die lange Regierungszeit von Daumantas (1266–1299) und insbesondere sein Sieg in der Schlacht bei Wesenberg 1268 führten zur Erlangung der vollen Unabhängigkeit Pskows. Die Nowgoroder Bojaren erkannten diese formell im Vertrag von Bolotowo im Jahr 1348 an und verzichteten auf ihr Recht, Statthalter (Possadniks) in Pskow zu ernennen. Die Stadt Pskow blieb nur noch in kirchlichen Angelegenheiten bis 1589 von Nowgorod abhängig, als ein separates Bistum von Pskow errichtet wurde und die Erzbischöfe von Nowgorod die Erwähnung von Pskow aus ihrem Titel strichen.

## Innerer Aufbau
Die Republik Pskow hatte eine gut organisierte Landwirtschaft, Fischerei, Metallverarbeitung, Schmuckherstellung sowie überregional bekannte Baumeister. Der Handel innerhalb der Republik, mit Nowgorod und anderen russischen Städten, mit der Ostsee-Region und westeuropäischen Ländern machten Pskow zu einem der größten handwerklichen und kaufmännischen Zentren der Rus. Im Gegensatz zur Republik Nowgorod besaß Pskow nie feudale Großgrundbesitzer, die Ländereien waren kleiner und zersplitterter. Der Landbesitz Pskower Klöster und Kirchen war ebenso deutlich kleiner. Die gesellschaftlichen Beziehungen, die sich in Pskow formiert haben, sind in der Pskower Gerichtscharta widergespiegelt.
Die Besonderheiten der Wirtschaft, alte Verbindungen zu Nowgorod, die Lage an der Grenze und militärische Bedrohungen führten zur Entwicklung des Wetsche-Systems. Die Fürsten spielten eine untergeordnete Rolle. Das Wetsche wählte Personen für wichtige Staatsämter und regelte die Beziehungen zwischen Feudalherren, Beamten, Stadtbewohnern und Bauern. Der Bojarenrat hatte einen besonderen Einfluss auf die Entscheidungen des Wetsche, das sich im Dreifaltigkeitskloster versammelte. Das Kloster bewahrte die Archive des Wetsche auf. Die wählbaren Beamtenstellen waren ein Privileg mehrerer Adelsgeschlechter. Während der dramatischsten Momente der Pskower Geschichte spielten allerdings die niedriger angesiedelten Personen eine wichtige, manchmal entscheidende Rolle. Der Kampf zwischen Bojaren und Städtern sowie unterschiedlichen Ebenen der Staatsdiener fand seinen Niederschlag in der Häresie der Strigolniki im 14. Jahrhundert sowie in Unruhen am Ende des 15. Jahrhunderts.

## Die letzten Jahre
Die gewachsenen Verbindungen zum Großfürstentum Moskau, die von wirtschaftlicher Entwicklung und außenpolitischen Zielen bestimmt waren, führten noch im Jahre 1380 zur Pskower Beteiligung an der Schlacht von Kulikowo, in der die vereinigte russische Armee unter Moskauer Führung die Tataren der Goldenen Horde besiegte. Später traten Pskow und Moskau als Verbündete im Kampf gegen den Deutschorden und das Großfürstentum Litauen auf. Ab 1399 wurde Pskow zu einer Art Vize-Königreich von Moskau mit einem Moskauer Namestnik (Statthalter).
Im Jahr 1510 kam der Moskauer Großfürst Wassili III. nach Pskow und erklärte es zu seinem Erbland (Votčina). Auf diese Weise fanden die Republik Pskow und ihre Autonomierechte ihr Ende. Das republikanische Regierungsorgan, das Pskower Wetsche, wurde aufgelöst und etwa 300 reiche Pskower Familien aus der Stadt deportiert. Ihr Landbesitz wurde unter Moskauer Dienstleuten aufgeteilt. Von dieser Zeit an entwickelte sich Pskow und das Umland als Teil des zentralisierten russischen Staates, behielt aber einige wirtschaftliche und kulturelle Traditionen bei.